# Голобородько, Людмила Васильевна
Людмила Васильевна Голобородько (род. 19 июля 1941, Первозвановка, Днепропетровская область) — доярка колхоза «Прогресс» Криничанского района Днепропетровской области, полный кавалер ордена Трудовой Славы (1990).

## Биография
Родилась 19 июля 1941 года в селе Первозвановка Криничанского района Днепропетровской области Украинской ССР в крестьянской семье.
В 1957 году окончила среднюю школу в селе Адамовка. В 1958 году начала работать дояркой в колхозе «Победа» (в дальнейшем — «Прогресс») Криничанского района Днепропетровской области. Ежегодно добивалась высоких показателей по надоям молока. Неоднократно участвовала в Выставке достижений народного хозяйства (ВДНХ) СССР в Москве, где была удостоена медалей ВДНХ.
Указами Президиума Верховного Совета СССР от 14 февраля 1975 года и от 6 марта 1981 года награждена орденами Трудовой Славы 3-й и 2-й степеней.
Указом Президента СССР от 7 июня 1990 года за достижение высоких результатов в увеличении производства и продажи сельскохозяйственной продукции на основе применения интенсивных технологий и передовых методов организации труда Голобородько Людмила Васильевна награждена орденом Трудовой Славы 1-й степени. Стала полным кавалером ордена Трудовой Славы.
С 1991 года на пенсии.

## Награды
- орден Трудовой Славы 1-й (07.06.1990, № 698), 2-й (06.03.1981, № 15035) и 3-й (14.02.1975, № 10490) степеней:
- медали, в том числе и медали ВДНХ[1].